# Malthodes manubriatus
Malthodes manubriatus is een keversoort uit de familie soldaatjes (Cantharidae). De wetenschappelijke naam van de soort werd in 1863 gepubliceerd door Ernst August Hellmuth von Kiesenwetter.